# Operative Psychologie
Die „Operative Psychologie“ war ein Forschungs- und Lehrfach an der Juristischen Hochschule (JHS) des Ministeriums für Staatssicherheit (MfS) der DDR. Diese beschäftigte sich mit „den Erscheinungen, Bedingungen, Gesetzmäßigkeiten und des psychischen Erlebens und der psychischen Steuerung des Verhaltens und der Handlungen der Menschen in der politisch-operativen Arbeit des MfS“. Die auf diese Weise gewonnenen Erkenntnisse wurden zur gezielten Anwerbung und „Stabilisierung“ von Mitarbeitern als auch zur systematischen „Zersetzung“ politischer Gegner des SED-Regimes genutzt.

## Lehrstuhl

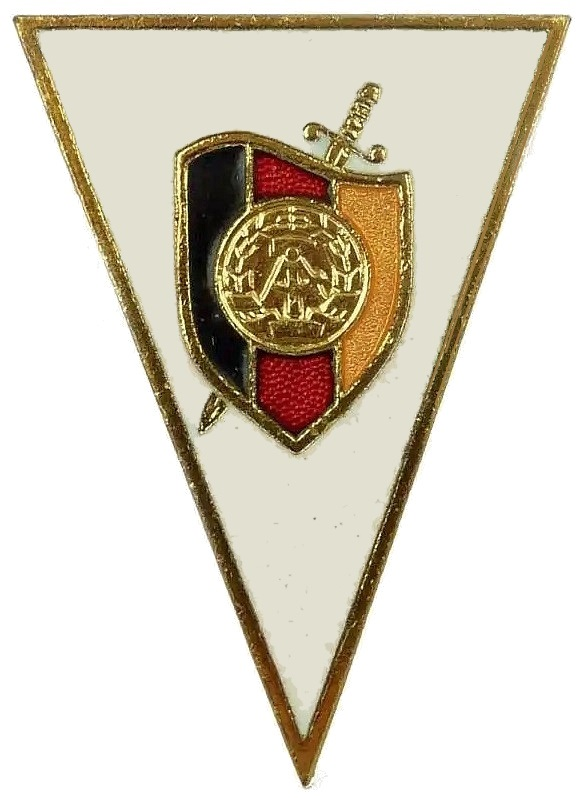
Abzeichen für Absolventen der JHS

Der 1965 vom Ministerium für Staatssicherheit gegründete Lehrstuhl für „Operative Psychologie“ an der  JHS entstand aus der „Arbeitsgruppe Operative Psychologie“ am Lehrstuhl für marxistisch-leninistische Philosophie der JHS. Leiter dieser Arbeitsgruppe war seit 1963 Karl-Otto Scharbert. 1965 wurde Scharbert  Gründungsdirektor des Lehrstuhls für „Operative Psychologie“, der seit 1971 der Sektion „Politisch-Operative Spezialdisziplin“ der JHS angehörte.
Der 1965 ins Leben gerufene Lehrstuhl wurde zunächst von der „Arbeitsgruppe Operative Psychologie“  getragen, deren Mitarbeiter allesamt in der Anfangszeit keine Psychologen waren. Erst 1969 wurde der erste Diplompsychologe eingestellt. Später achtete man darauf, den Lehrstuhl mit Fachkräften zu besetzen, besonders solchen, die bereits als Mitarbeiter des MfS Psychologie an Universitäten der DDR studiert hatten. Die Mitarbeiterzahl des Lehrstuhls erhöhte sich in der Anfangszeit von zunächst vier auf neun. Der Stellenplan von 1986 sah neben dem Lehrstuhlleiter auch drei Dozenten, vier Oberassistenten sowie weiteres wissenschaftliches und administratives Personal vor.
Lehrstuhlinhaber waren:
- 1965–1975: Oberst Karl-Otto Scharbert (1935–1987)[6]
- 1975–1985: Oberst Steffen Flachs (* 1944)[7]
- 1985–1990: Oberst Ferdinand Jonak (1930–1992)[8]

## „Operative Psychologie“ als Lehrfach
Anfangs spielte psychologisches Wissen während der Ausbildung an der Juristischen Hochschule keine Rolle. Die erste auffindbare Schrift, die die Aufgaben und Grundzüge der Psychologie innerhalb des MfS umreißt, stammt aus dem Jahr 1960. Der 1965 gegründete Lehrstuhl wurde in die Sektion „Politisch-operative Spezialdisziplin“ eingegliedert. Spätestens mit Inkrafttreten der MfS-Richtlinie Nr. 1/76 zur Entwicklung und Bearbeitung Operativer Vorgänge (OV) gewannen Faktoren zur Beeinflussung der Persönlichkeitsentwicklung von Menschen an Bedeutung. Forschung und Lehre in der „operativen Psychologie“ waren praxisnah und anwendungsorientiert. Die „Operative Psychologie“ förderte hierbei weniger grundlegend neue psychologische Erkenntnisse zu Tage, sondern beschäftigte sich vorrangig analytisch mit dem Einsatz bekannter Methoden. Den Studenten wurden hierbei vor allem Grundkenntnisse der Psychologie vermittelt. So sollten Untersuchungsergebnisse zu Gefühlen, Bedürfnissen und Beziehungen von Menschen, aber auch Erkenntnisse der Gruppenanalyse und zwischenmenschlicher Phänomene wie Vertrauen, Bindungen und Leitung für Zersetzungsmaßnahmen nutzbar gemacht werden. „Operative Psychologie“ war Pflichtfach an der Juristischen Hochschule der Staatssicherheit. Der Anteil am Gesamtanteil am Studium betrug 131 von 2.615 Unterrichtsstunden. Insgesamt haben rund 10.000 MfS-Offiziere an der JHS Kurse in Psychologie gehört. Es bestand die Möglichkeit, mit Studien zur „operativen Psychologie“ einen Doktorgrad zu erwerben. Der Sprachstil und die Ausdrucksweise der Promotionsarbeiten war häufig polemisch und propagandistisch und teils so einfach gehalten, dass die Diktion eher journalistischen Darstellungen als wissenschaftlichen Arbeiten glich. Es fanden sich darin kaum konkrete Anweisungen zur Umsetzung der Operativen Psychologie. Das MfS konnte seinen selbst gestellten wissenschaftlichen Anspruch nicht erfüllen, denn außer vagen Aussagen und abgekupferten allgemeinpsychologischen Statements brachte die Operative Psychologie keine eigenen wissenschaftlichen Leistungen hervor. Alle wichtigen Kriterien für wissenschaftlich-psychologisches Arbeiten, wie empirische Untersuchungen, theoretischer Unterbau, mögliche Falsifizierbarkeit von Hypothesen, Offenheit und Wertfreiheit wurden kaum erfüllt.

## Einsatz und Folgen „operativer Psychologie“
Die während der Ausbildung zum MfS-Diplomjuristen vermittelten Wissensbestände dienten unmittelbar als praktisches Mittel zur „Feindbekämpfung“. Ziel war es, mit psychologischen Mitteln Einfluss auf Personen in der Form zu nehmen, dass „diese erschüttert und allmählich verändert werden beziehungsweise Widersprüche sowie Differenzen zwischen feindlich-negativen Kräften hervorgerufen, ausgenutzt oder verstärkt werden“ um eine „Zersplitterung, Lähmung, Desorganisierung und Isolierung feindlich-negativer Kräfte“ zu bewirken. Der „operativen Psychologie“ kam hierbei die Aufgabe zu, das „Selbstvertrauen und Selbstwertgefühl eines Menschen [zu] untergraben, Angst, Panik, Verwirrung [zu] erzeugen, einen Verlust an Liebe und Geborgenheit [hervorzurufen] sowie Enttäuschung schüren“. Bei politischen Gegnern sollten Lebenskrisen hervorgerufen werden, die diese so stark verunsicherten und psychisch belasteten, dass diesen die Zeit und Energie für staatsfeindliche Aktivitäten genommen wurde. Das MfS als Drahtzieher der Maßnahmen sollte hierbei für die Opfer nicht erkennbar sein. Psychologische Mittel sollten hierbei helfen, „die Psyche des Feindes genauer zu erkennen und zu beeinflussen“, um „Erkenntnisse über Gedanken oder Gefühle, typische Verhaltensweisen und psychische Eigenschaften des Gegners, die wertvolle Hinweise für seine Entlarvung und Liquidierung, Beeinflussung, Zersetzung und Überwachung“ liefern, zu erhalten.
Auch während Verhören fanden Methoden der „operativen Psychologie“ zur „Stimulierung der Aussagebereitschaft von Personen in der Untersuchungsarbeit“ Anwendung. Hierbei kamen auch Geräusche und Lichteffekte zur Erzeugung von Schlaflosigkeit, Angstzuständen oder Desorientierungen hinzu. Zudem wurde die „operative Psychologie“ seitens der Führungsoffiziere bei der Zusammenarbeit mit inoffiziellen Mitarbeitern (IM) eingesetzt, um neue Mitarbeiter anzuwerben sowie Vertrauensverhältnisse aufzubauen.
Bei den Opfern von Zersetzungsmaßnahmen auf Grundlage „operativer Psychologie“ lassen sich häufig bis heute psychosomatische Erkrankungen und posttraumatische Belastungsstörungen feststellen. Der Schriftsteller Jürgen Fuchs sprach deshalb auch von „psychosozialen Verbrechen“ und einem „Angriff auf die Seele des Menschen“, der Psychotherapeut Klaus Behnke bezeichnete diese Methoden als „psychische Folter“.

## Ziele
Die Operative Psychologie beschäftigte sich gemessen an ihren Zielen am häufigsten mit den Feinden, womit sie ihre Ausrichtung gegen Menschen zeigt. Es wurden vier Ziele, die zur Verwirklichung der Operativen Psychologie innerhalb der Stasi beitragen sollten, selbst genannt:
1. Feindbearbeitung
2. Arbeit mit hauptamtlichen Kadern
3. Arbeit mit IM
4. Arbeit am Feindbild und die Auseinandersetzung mit feindlichen Ideologien